# 馬の王子様
『馬の王子様』（うまのおうじさま）は、2007年10月4日から2013年3月28日までフジテレビ系列で放送されていたミニ番組である（ハイビジョン制作、字幕放送も実施）。放送開始から2010年9月30日までは財団法人全国競馬・畜産振興会、Gate J.提供だったが、2010年10月7日からは日本中央競馬会（JRA）の単独提供に変更された。

## 概要
競馬や馬に関する素朴な疑問を馬と王子様のふれあいを通して答える番組である。
競馬関連の番組であるが、細川のブログによると「小学生の少女に人気がある」とされている。なお、2010年9月30日（フジテレビ放送日）をもって細川王子とぽにおは卒業。翌週10月7日（フジテレビ放送日）より『馬の王子様〜Season II〜』となり、王子がBREAKERZのDAIGOに、ポニーは茶太郎に交代となった。
2013年3月28日の放送を以て、通算5年半の放送を終えた。

## 放送時間
地方によって異なる。時間はJST表記。

### 番組終了時のネット局
| 放送地域   | 放送局名       | 放送日 | 放送時間      | 備考                 |
| ---------- | -------------- | ------ | ------------- | -------------------- |
| 関東広域圏 | フジテレビ     | 木曜日 | 21:54 - 22:00 | 『馬の王子様』制作局 |
| 福島県     | 福島テレビ     | 水曜日 | 22:54 - 22:57 |                      |
| 新潟県     | 新潟総合テレビ | 金曜日 | 22:55 - 23:00 |                      |
| 近畿広域圏 | 関西テレビ     | 水曜日 | 21:54 - 22:00 |                      |

### 過去のネット局
| 放送地域   | 放送局名       | 放送日 | 放送時間      | 備考                                                                                   |
| ---------- | -------------- | ------ | ------------- | -------------------------------------------------------------------------------------- |
| 中京広域圏 | 東海テレビ     | 木曜日 | 21:54 - 22:00 | 2012年3月29日で放送終了                                                                |
| 北海道     | 北海道文化放送 | 水曜日 | 21:54 - 22:00 | 『Season I』では提供クレジット及び提供コメントは独自送出だった 2011年1月12日で放送終了 |
| 福岡県     | テレビ西日本   | 木曜日 | 22:54 - 23:00 | 2010年12月30日で放送終了                                                               |

主にJRA中央競馬場がある放送局で放映されていた。

## Season I 出演
- 王子様（MC） - 細川茂樹
- ぽにお（馬） - 品種はアメリカンミニチュアホース、声は武田祐子

## Season II 出演
- 王子様（MC） - DAIGO（BREAKERZ）
- 執事（進行） - 立本信吾（フジテレビアナウンサー）
- 茶太郎（馬） - 品種はアメリカンミニチュアホース、声は武田祐子
- 馬執事セバスチャン（馬）-品種はアメリカンミニチュアホース、声は戸部洋子
- ナレーション - 武田祐子→戸部洋子